# Apóstoles del Amor Infinito
Los Apóstoles del Amor Infinito son una iglesia católica cismática fundada en 1963 por el sacerdote francés Michel-Auguste-Marie Collin (1905-1974), conocido como Michel Collin, tras recibir una supuesta revelación de que asumiría el pontificado a la muerte del papa Juan XXIII.
En la actualidad a nivel nacional de Canadá y muchos otros países este movimiento religioso está reconocido oficialmente con el nombre de:
- - Iglesia Renovada de Jesucristo (Dirigida actualmente por el padre Mathurin de la Mère de Dieu, originalmente llamado Michel Lavallée (Gregorio XVIII))
  - Y sus órdenes religiosas:
    - La Orden del Magníficat de la Madre De Dios (hombres)
    - La Orden del Magníficat de la Madre De Dios (mujeres)
- Todas ellas consideradas sucesoras de Comunidad de los Apóstoles del Amor infinito y Iglesia de los Apóstoles del Amor Infinito de los Últimos Tiempos.

La sede principal está ubicada en Mont-Tremblant (Quebec).

## Historia
En 1935 el Padre Collin fundó la Comunidad de los Apóstoles del Amor infinito (Apôtres de l'amour infini) y fue su superior general. El 28 de abril del mismo año, dijo haber sido consagrado obispo durante una misa celebrada por el mismo Jesucristo. Durante los siguientes años, recibió continuas reprimendas de parte de las autoridades eclesiásticas que condujeron finalmente a su reducción al estado secular en 1951 por haber “violado las reglas del Canon Sagrado” y finalmente fue excomulgado por el Obispo de Nancy por “contumaz desobediencia” en 1961.
En 1963, Michel Collin se proclamó Papa e instaló su “pequeño Vaticano” en Clemery (región francesa de Lorena) en el monasterio Santa Maria Co-redentora. Este lugar se convirtió así en la primera sede del primer antipapa del siglo XX. Michel Collin adujo haber sido nominado por revelación directa del cielo y adoptó el nombre de Clemente XV.
El 23 de octubre de 1966, el Padre Collin recibió la consagración episcopal de Cyprien Dangé de la Iglesia Católica Liberal al que elevaría en 1972 al rango de nuncio apostólico en Alemania.
En los años ’60, “Clemente XV” ve crecer rápidamente su comunidad que llega a más de 25.000 personas; la publicaciones de la “Iglesia Renovada” llegan a varios miles de ejemplares de tirada y recibe la adhesión de congregaciones centroeuropeas (especialmente entre el sur y oeste de Alemania, Austris y muy pocas de Francia). Para el año 1974 la Iglesia de Michel Collin llegará a contar con un “Colegio Cardenacilio” compuesto por 18 cardenales, uno de los cuales era el canadiense Jean-Gaston Tremblay, futuro antipapa Gregorio XVII, líder de la Iglesia de los Apóstoles del Amor Infinito de los Últimos Tiempos y sucesor de Clemente XV.
Jean-Gaston Tremblay hasta la muerte de Michel-Auguste-Marie Collin-Clemente XV fue superior general para todo el continente americano de: Comunidad de los Apóstoles del Amor infinito-Iglesia Renovada de Cristo. A la muerte de Michel-Auguste-Marie Collin-Clemente XV en 1974, Jean-Gaston Tremblay fundó Iglesia de los Apóstoles del Amor Infinito de los Últimos Tiempos y se proclamó Papá de esta nueva iglesia llamándose Gregorio XVII.
Jean-Gaston Tremblay-Gregorio XVII murió en el hospital de Sainte-Agathe-des-Monts el 31 de diciembre de 2011.
A la muerte de Jean-Gaston Tremblay-Gregorio XVII a finales de 2011 la Iglesia de los Apóstoles del Amor Infinito de los Últimos Tiempos nombró sucesor al padre Mathurin de la Mère de Dieu, originalmente llamado Michel Lavallée.
Michel Lavallée. Padre Mathurin de la Madre De Dios. PAPA GREGORIO XVIII. Sucesor de Gregorio XVII. Servidor de la Verdadera Iglesia de Jesucristo y Superior Mayor de la Orden del Magníficat de la Madre De Dios más conocida como Iglesia de los Apóstoles del Amor Infinito de los Últimos Tiempos.

## Doctrina
La Iglesia Renovada de Cristo es una Iglesia católica cismática, es decir, no está en comunión con la Santa Sede. Se presenta como un grupo tradicionalista inspirado en las apariciones de la Virgen María en La Salette y Fátima. Dan una importancia capital a la venida del Paráclito, la renovación de la Iglesia y el fin del papado romano. En sus ritos rechazan las reformas litúrgicas del Concilio Vaticano II y utilizan un rito tridentino modificado. De igual manera promueven un estilo de vida ascético y alejado del mundo en derredor del Pequeño Vaticano. La veneración a la Virgen María llegó al extremo de constituirse en una verdadera “mariolatría”.
Hacia comienzos de 1970, Michel Collin comienza a interesarse en las apariciones de OVNIs, a las que atribuye un rol escatológico, para, finalmente decir que los extraterrestres le asesoran en su pontificado.

## Muerte de “Clemente XV” y división de la Iglesia Renovada de Cristo
- Michel Collin-Clemente XV (1963-1974)
- Jean-Gaston Tremblay-Gregorio XVII (1974-2011)
- Michel Lavallée-Gregorio XVIII (2011-actualidad)

A la muerte de Michel Collin en 1974, la Iglesia Renovada de Cristo se fracturó. Ya en el año 1968 buena parte del grupo había decidido trasladarse a Canadá con Jean-Gaston Tremblay que había roto sus relaciones con Collin y fundó su propia Iglesia con el nombre de La Orden del Magníficat de la Madre de Dios también conocida como Iglesia Renovada de Jesucristo o también conocida como Iglesia de los Apóstoles del Amor Infinito de los Últimos Tiempos, rechazando las creencias ufológicas del antipapa lorenés. Tras la muerte de Collin, la mayoría de los miembros de la Iglesia Renovada reconocieron a Jean-Gaston Tremblay como legítimo sucesor de “Clemente XV”.
Actualmente subsiste en la Provincia de Brescia un pequeño grupo de 200 personas que mantienen las creencias de la Iglesia fundada por Collin y que están dirigidos por un agricultor avenido en Papa y al que llaban “Rabbi".
Jean-Gaston Tremblay-Gregorio XVII murió en el hospital de Sainte-Agathe-des-Monts el 31 de diciembre de 2011.
Iglesia de los Apóstoles del Amor Infinito de los Últimos Tiempos dirigida actualmente por el padre Mathurin de la Mère de Dieu, originalmente llamado Michel Lavallée.
Michel Lavallée Padre Mathurin de la Madre De Dios. GREGORIO XVIII. Sucesor de Gregorio XVII. Servidor de la Verdadera Iglesia de Jesucristo y Superior Mayor de la Orden del Magníficat de la Madre De Dios más conocida como Iglesia Renovada de Jesucristo anteriormente conocida como Iglesia de los Apóstoles del Amor Infinito de los Últimos Tiempos.